# Martin Zeman
Martin Zeman (* 28. März 1989 in Tábor) ist ein tschechischer Fußballspieler.

## Karriere

### Verein
Martin Zeman begann mit dem Fußballspielen beim FK Tábor, 2001 wechselte er zu Sparta Prag. Im Oktober 2007 wurde er in den Profikader aufgenommen. Der Mittelfeldspieler debütierte am 28. Oktober 2007 im Spiel gegen den SK Kladno in der Gambrinus Liga. Sein erstes Ligator schoss Zeman am 12. November 2007 im Derby gegen Bohemians 1905 Prag. In der Saison 2007/08 wurde Zeman zusätzlich auch in der B-Mannschaft eingesetzt. Seit der Rückrunde der Saison 2008/09 gehört Zeman zum Stammaufgebot der Prager.
Im Juli 2011 wechselte Zeman in die österreichische Bundesliga zum FC Admira Wacker Mödling. Nach einem eher mäßigen Jahr in Mödling, in dem er zwar einige Male sein können aufblitzen ließ aber zu unkonstant war, ging Martin Zeman zurück in seine Heimat zu Viktoria Pilsen. Hier war er drei Jahre aktiv und ging dann weiter zu Hapoel Ra'anana nach Israel. Erneut 1. FK Příbram, Slovan Liberec und der polnische Zweitligist Bruk-Bet Termalica Nieciecza waren die folgenden Stationen. Seit Anfang 2022 spielt er in seiner Heimat für den Amateurverein TJ Slavoj Mýto.

### Nationalmannschaft
Von 2004 bis 2009 spielt Zeman insgesamt 51 Partien für diverse tschechischen Jugendnationalmannschaften und erzielte dabei sieben Treffer.

## Erfolge
- Tschechischer Meister: 2010, 2013, 2018